# خسرو شاه
خسرو شاه مجهول تاريخ الميلاد، وتوفي في 1160، وهو من حكام الدولة الغزنوية والحاكم قبل الأخير لها، وقد حكم في الفترة من عام 1157 إلى 1160.
تُوفي بهرام شاه في بدايات عام 1157 في غزنة. وقد جاء إبنه خسرو شاه خلفًا له. وعندما وقع السلطان سنجر في الأسر من قبل الأغوز، استفاد الغوريون من هذا الوضع وسيطروا على عدة مدن غزنوية في عام 1157. وبعد هذا كان خسرو شاه أخر حكام الغزنويين الذين إستطاعوا أن يعيشوا في العاصمة لاهور، وقد توفي في عام 1160، وجاء إبنه خسرو مالك خلفا له، وهو أخر حكام الدولة الغزنوية.